# Alimento zero

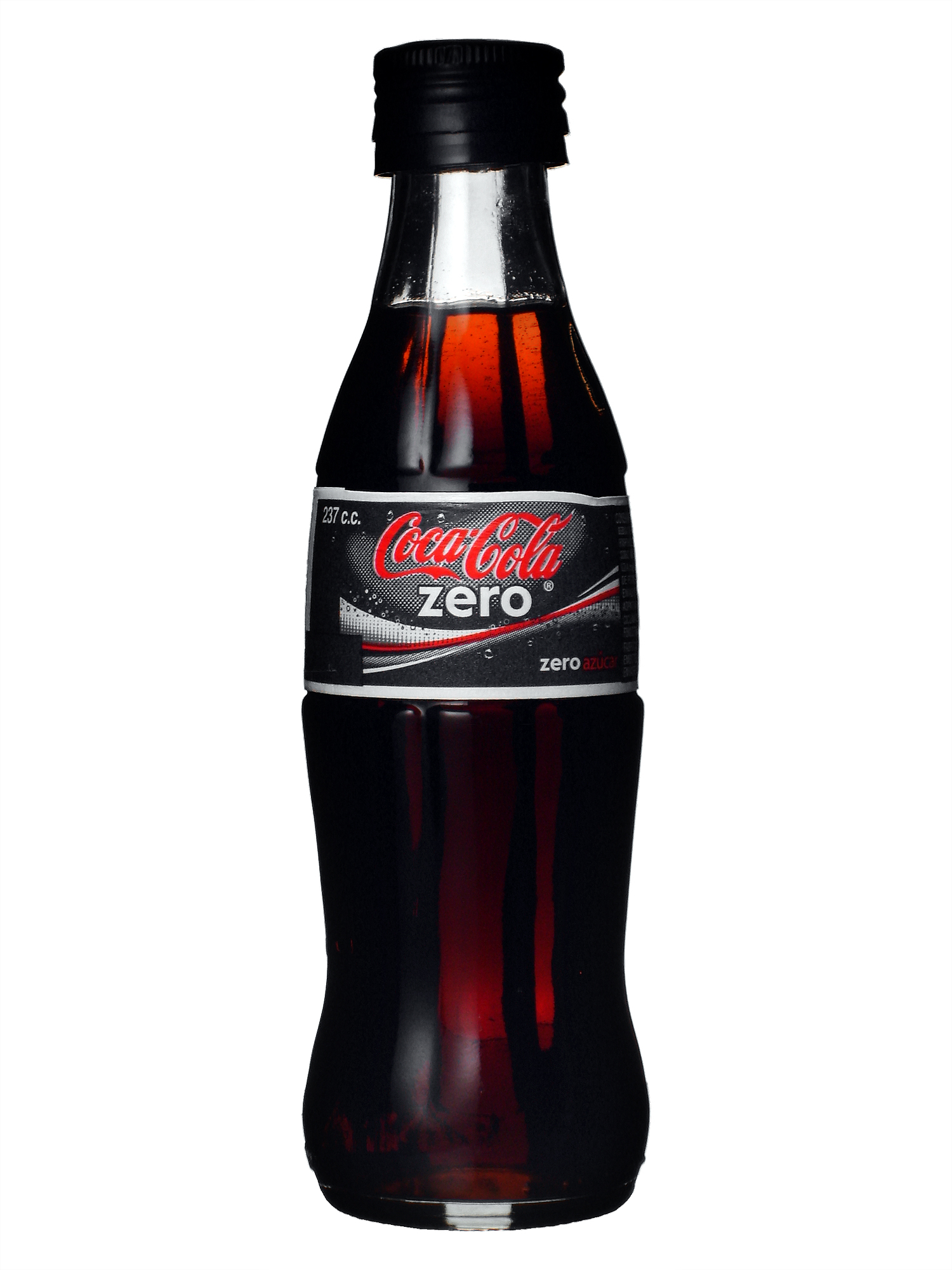
Exemplo de alimento zero

Um alimento zero é caracterizado pela retirada de algum componente do alimento original, com redução das calorias nele contidas. Alimentos sólidos deste tipo devem possuir, no máximo, 40 calorias em 100 gramas e alimentos líquidos devem possuir, no máximo, 20 calorias por 100 mililitros.